# Fidel Nadal

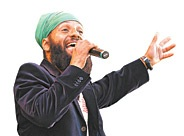
Fidel Nadal

Fidel Nadal (* 4. Oktober 1965 in Buenos Aires) ist ein argentinischer Sänger und Songwriter, der der Stilrichtung Reggae zuzuschreiben ist. Er war bis 2000 vor allem als Frontmann der Band Todos Tus Muertos bekannt, startete dann aber eine Solokarriere.

## Biografie
Nadal wuchs in einer akademischen Familie in Buenos Aires auf, seine Mutter war Anthropologin, sein Vater Filmregisseur. Nach eigenen Angaben wurde er stark von der Musik beeinflusst, die seine Eltern hörten, hauptsächlich Blues und Jazz. 1984 spielte er als Sänger zum ersten Mal in einer Band. Ein Jahr später gründete er die Band Todos tus Muertos, die in ihrer Musik Reggae mit Punk-Einflüssen und Samples vermischte. Mit dieser Mixtur war die Gruppe sehr erfolgreich und schon für das erste Album 1988 gelang ihr ein Plattenvertrag mit Universal Music.
Im Laufe der 1990er Jahre tourte Todos Tus Muertos mehrere Male durch Lateinamerika, unter anderem gemeinsam mit der französischen Gruppe Mano Negra, die einen ähnlichen Stil verfolgte. Ab 1994 integrierte er mit mehreren anderen Mitgliedern der Band als Nebenprojekt die Gruppe Lumumba, deren Stil näher am klassischen Reggae lag. Nach der Auflösung von Todos Tus Muertos und Lumumba im Jahr 2000 startete er eine Solokarriere, bei der er sich mehr der Conscious-Strömung des Reggae annäherte. Als Todos tus Muertos sich 2004 neu gründeten, nahm Nadal nicht an der Reunion teil. Es kam in der Folge zu Streitigkeiten zwischen Nadal und der Band um das Urheberrecht einiger Songs, die von ihm komponiert worden waren.

## Diskografie

### Mit Todos Tus Muertos
- Todos Tus Muertos (Universal Music, 1988)
- Nena de Hiroshima (Universal Music, 1991)
- Dale aborigen (Gora Herriak, 1994)
- Argentina te asesina (Gora Herriak, 1995)
- Subversiones (TTM Records, 1996)
- El camino real (TTM Records, 1998)

### Mit Lumumba
- Lumumba, 1996
- Raices y cultura, 1997
- Se viene el bum, 1999
- Lumumba en vivo - Excursionistas 2000, 2000

### Als Solist
- Cabeza negra, 2001. Erneut veröffentlicht 2006.
- Repatriación, 2001
- Selassiei Dios Todopoderoso, 2001
- Brillando por Negus, 2002
- Dame una alegría, 2003
- Amlak, 2003
- En vivo en Japón, 2003
- Puerta de oro, 2004
- Fuego caliente, 2004
- Negociación, 2004
- Trabajo de hormiga, 2005
- Cosas buenas, 2005
- Avanzando, 2005
- Guerreros incansables (Neuauflage), 2006
- Emocionado, 2007
- International Love, 2008
- Crucial cuts, 2009